# 山内政綱
山内 政綱（やまうち まさつな）は、室町時代後期の武将。六角氏の家臣。

## 概要
山内氏は近江源氏佐々木氏の一族で六角氏諸流。京極持清の介入に苦しめられた六角久頼が康正2年（1456年）10月2日に憤死すると、政綱は久頼の嫡男・亀寿丸の後見人となる。しかし、長禄2年（1458年）、室町幕府によって亀寿丸は追放され、新たに従兄の六角政堯が近江国守護に任命され六角氏の当主となるが、政堯は長禄4年（1460年）に守護代・伊庭満隆の嫡男を殺害したかどで廃嫡、家督は亀寿丸（高頼）に戻され政綱は高頼をよく補佐する。
応仁元年（1467年）からの応仁の乱では山名宗全率いる西軍に味方した六角氏と共に東軍に与した京極氏と交戦する。応仁2年(1468)11月には帰国し、高頼の陣代（御名代）として観音寺城の守備を固め侵攻した京極持清・六角政堯軍に抗戦するが敗れ、火を放って敗走した。長享元年（1487年）、公家や寺社、将軍直属の奉公衆の所領や荘園を押領した高頼を討伐するため第9代将軍・足利義尚が親征（鈎の陣（「六角征伐」））を起こすと、高頼は甲賀山中へ逃れ、政綱は伊庭貞隆と共に国人衆を統率し六角軍を率いゲリラ戦を展開、延徳元年（1489年）の義尚の死去により六角征伐は中止、高頼は守護に復帰し政綱も難を逃れている。
延徳3年（1491年）、第10代将軍・足利義材による第二次六角征伐の際、義材に大津園城寺へ呼び出され斯波義寛や赤松政則の軍に殺害された。
子の就綱は、明応2年（1493年）4月の明応の政変時に足利義澄により六角氏惣領に任じられている。